# Trevor Brooking
Sir Trevor David Brooking (Barking, 2 de outubro de 1948) é um ex-futebolista profissional inglês que atuava como meia.

## Carreira
Trevor Brooking fez parte do elenco da Seleção Inglesa de Futebol, da Copa de 1982.